# Landtagswahl im Burgenland 2000
- SPÖ: 17
- GRÜNE: 2
- ÖVP: 13
- FPÖ: 4

- SPÖ: 5
- ÖVP: 3

Die Landtagswahl im Burgenland wurde am 3. Dezember 2000 durchgeführt und war die 19. Landtagswahl im Bundesland Burgenland. Die Sozialdemokratische Partei Österreichs (SPÖ) konnten bei dieser vorverlegten Neuwahl ihren ersten Platz ausbauen und mit 17 Mandaten die relative Mandatsmehrheit halten. Die Österreichische Volkspartei (ÖVP) musste leichte Verluste hinnehmen und verlor eines ihrer bisher 14 Mandate. Auch die Freiheitliche Partei Österreichs (FPÖ) büßte Stimmenanteile und eines ihrer ursprünglich 5 Mandate ein. Großer Gewinner der Wahl waren Die Grünen Burgenland (GRÜNE), die 3 Prozentpunkte hinzugewannen und mit 2 Mandaten erstmals in den Landtag einzogen.
Der Landtag der XVIII. Gesetzgebungsperiode konstituierte sich in der Folge am 28. Dezember 2000 und wählte an diesem Tag die Landesregierung Niessl I unter dem neuen Landeshauptmann Hans Niessl, die der Landesregierung Stix II nachfolgte.

## Ergebnisse

### Gesamtergebnis
|                                              | Ergebnisse 2000  | Ergebnisse 2000  | Ergebnisse 2000  | Ergebnisse 1996 | Ergebnisse 1996 | Ergebnisse 1996 | Differenzen | Differenzen | Differenzen |  |
| -------------------------------------------- | ---------------- | ---------------- | ---------------- | --------------- | --------------- | --------------- | ----------- | ----------- | ----------- |  |
| Wahlberechtigte                              | 226.752          | 226.752          | 226.752          | 219.950         | 219.950         | 219.950         | + 6.802     | + 6.802     | + 6.802     |  |
| Wahlbeteiligung                              | 82,72 %          | 82,72 %          | 82,72 %          | 81,52 %         | 81,52 %         | 81,52 %         | + 1,20 %    | + 1,20 %    | + 1,20 %    |  |
|                                              | Stimmen          | %                | Mand.            | Stimmen         | %               | Mand.           | Stimmen     | %           | Mand.       |  |
| Abgegebene Stimmen                           | 187.577          |                  |                  | 179.303         |                 |                 | + 8.274     |             |             |  |
| Ungültig                                     | 4.303            | 2,29 %           |                  | 4.603           | 2,57 %          |                 | - 300       | - 0,28 %    |             |  |
| Gültig                                       | 183.274          | 97,71 %          |                  | 174.700         | 97,43 %         |                 | + 8.574     | + 0,28 %    |             |  |
| Partei                                       |                  |                  |                  |                 |                 |                 |             |             |             |  |
| Sozialdemokratische Partei Österreichs (SPÖ) | 85.313           | 46,55 %          | 17               | 77.656          | 44,45 %         | 17              | + 7.657     | + 2,10 %    | ± 0         |  |
| Österreichische Volkspartei (ÖVP)            | 64.750           | 35,33 %          | 13               | 62.991          | 36,06 %         | 14              | + 1.759     | - 0,73 %    | - 1         |  |
| Freiheitliche Partei Österreichs (FPÖ)       | 23.154           | 12,63 %          | 4                | 25.426          | 14,55 %         | 5               | - 2.272     | - 1,92 %    | - 1         |  |
| Die Grünen – Die Grüne Alternative (GRÜNE)   | 10.057           | 5,49 %           | 2                | 4.352           | 2,49 %          | 0               | + 5.705     | + 3,00 %    | + 2         |  |
| Nicht mehr kandidierende Parteien            | nicht kandidiert | nicht kandidiert | nicht kandidiert | 4.275           | 2,44 %          | 0               | - 4.275     | - 2,44 %    | ± 0         |  |
| Gesamt                                       | 183.274          | 100,00 %         | 36               | 174.700         | 100,00 %        | 36              | + 8.574     |             |             |  |